# Right Side Up
Right Side Up of RSU is een traditioneel opgebouwde voorvork voor motorfietsen die door de veringfabrikant  Marzocchi in samenwerking met Husqvarna werd ontwikkeld. 
Deze voorvork werd in 1995 geïntroduceerd op de viertakt-enduro's, in 1996 op alle Husqvarna-modellen. Later gingen ook andere merken RSU vorken bouwen. RSU wordt ook wel Up Side Up of UPSU genoemd. 
De naam RSU werd pas gebruikt nadat veel fabrikanten waren overgestapt op Upside Down of UPSD voorvorken. 